# وسولر
شهر وسولر (به فرانسوی: Vosselaar) در شهرستان تورنو در استان آنتوئر در منطقه فلاندری در کشور بلژیک واقع شده‌است.